# Коул, Майкл (комментатор)
Майкл Шон Култхард (англ. Michael Sean Coulthard; род. 8 декабря 1966, Сиракьюс, Нью-Йорк), более известный под сценическим псевдонимом Майкл Коул (англ. Michael Cole) — американский комментатор, работающий в WWE, где с 2020 года является вице-президентом по комментированию.

## Карьера журналиста
Култхард начал свою карьеру журналиста с работы на радио CBS. Его первой большой работой стало осветление провальной президентской кампании 1988 года претендента от Демократической партии Майкла Дукакиса. В 1992 году он освещал президентскую кампанию Билла Клинтона. Култхард освещал 51 дневную осаду «Маунт Кармел» в Уэйко, Техас в 1993 году. В следующем году он провел 9 месяцев освещая югославскую войну. В 1995 году он освещал теракт в Оклахома-Сити. В 1996 году он вернулся к политическим событиям и писал о президентских выборах, освещая кампании Стива Форбса и Боба Доула.

## Карьера в рестлинге

### World Wrestling Federation/Entertainment/WWE (1997—н.в.)
Култхард пришёл в World Wrestling Federation в середине 1997 года и начал использовать псевдоним Майкл Коул. Он был ведущим шоу LiveWire, а позже дебютировал на SummerSlam, заменив Тодда Петтенгилли. В конце 1997 года он стал одним из трёх комментаторов еженедельного шоу Monday Night Raw вместе с Джимом Россом и Кевином Келли, однако вскоре был заменен Джерри Лоулером. В 1999 году Коул стал постоянным комментатором Monday Night Raw, заменив Джима Росса.

#### SmackDown! (1999—2008)
Когда в 1999 году прошло деление брендов WWE Коул был переведён в SmackDown!. Вначале его партнёром стал Джерри Лоулер, однако последний вскоре ушёл из WWF и его заменил Тазз. Коул также был комментатором шоу WWE Velocity.

#### Raw (2008—2010)
Во время драфта WWE 2008 года Коул перешёл в Raw, а Джимм Росс в SmackDown. За время работы в SmackDown Коул комментировал все выпуски на протяжении почти 10 лет, пропустив только дебютный и посвященный памяти 11 сентября. 17 июля 2008 года Коул был атакован Кейном. Вскоре Коул дебютировал как рестлер, став партнёром по команде Лоулера в командном поединке против Коди Роудса и Тэда Дибиаси в поединке за титул чемпиона в командных соревнованиях. 14 декабря 2009 года Коул получил награду Слэмми в номинации «„Oh My“ Moment of the Year», которую ему вручил Крис Джерико.

#### NXT (2010)
23 февраля 2010 года Коул дебютировал в качестве комментатора NXT. Он стал принижать некоторых участников шоу, в особенности новичка Миза Дэниеля Брайана. 12 мая Брайан атаковал Коула и на следующем эпизоде Майкл потребовал от него извинений или он подаст на него в суд за нападение. Во втором сезоне NXT Коул стал поддерживать Миза и его новичка Алекса Райли.

## В рестлинге
- Коронный приёмы
  - An-Cole Lock (Захват лодышки)

- Прозвища
  - Сэр Майкл Коул (англ. Sir Michael Cole) (самопровозглашенный)
  - Мистер Рестлмания (англ. «Mr. WrestleMania») (самопровозглашенный)
  - Голос WWE (англ. «The Voice of the WWE») (самопровозглашенный)[6]

## Титулы и награды
- World Wrestling Entertainment

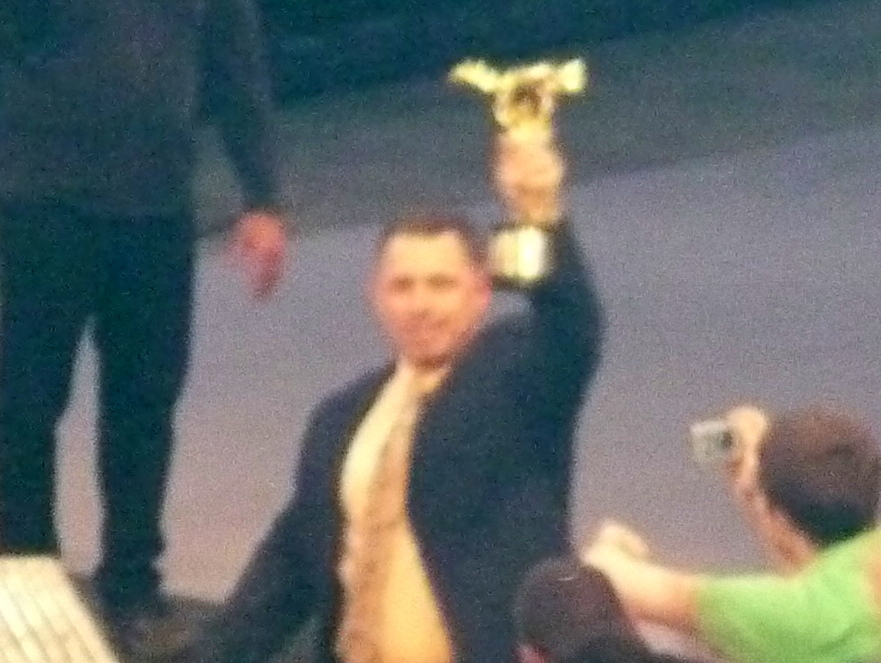
Коул с наградой Слэмми в 2011 году.

  - Награда Слэмми в категории «Oh My» Moment of the Year
  - Награда Слэмми в категории «And I Quote…» Line of the Year
- Wrestling Observer Newsletter
  - Худший гиммик (2011)[7]
  - Худший комментатор (2001, 2009—2012, 2020)[7][8]
  - Самая отвратительная рекламная тактика (2014)[9]Оскорбление фанатов, которые приобрели PPV